# Ричленд (округ, Северная Дакота)
Округ Ричленд (англ. Richland County) располагается в штате Северная Дакота, США. Официально образован в 1873 году. По состоянию на 2013 год, численность населения составляла 16 339 человек.

## География
По данным Бюро переписи США, общая площадь округа равняется 3 745,144 км2, из которых 3 721,834 км2 — суша, и 9,000 км2, или 0,620 % — это водоёмы.

## Население
По данным переписи населения 2000 года в округе проживает 17 998 жителей в составе 6885 домашних хозяйств и 4427 семей. Плотность населения составляет 5,00 человек на км2. На территории округа насчитывается 7575 жилых строений, при плотности застройки около 2,00-х строений на км2. Расовый состав населения: белые — 96,83 %, афроамериканцы — 0,34 %, коренные американцы (индейцы) — 1,66 %, азиаты — 0,24 %, гавайцы — 0,03 %, представители других рас — 0,14 %, представители двух или более рас — 0,74 %. Испаноязычные составляли 0,68 % населения независимо от расы.
В составе 32,40 % из общего числа домашних хозяйств проживают дети в возрасте до 18 лет, 54,20 % домашних хозяйств представляют собой супружеские пары, проживающие вместе, 6,50 % домашних хозяйств представляют собой одиноких женщин без супруга, 35,70 % домашних хозяйств не имеют отношения к семьям, 29,40 % домашних хозяйств состоят из одного человека, 11,60 % домашних хозяйств состоят из престарелых (65 лет и старше), проживающих в одиночестве. Средний размер домашнего хозяйства составляет 2,43 человека, и средний размер семьи 3,06 человека.
Возрастной состав округа: 24,70 % — моложе 18 лет, 14,50 % — от 18 до 24, 25,60 % — от 25 до 44, 20,00 % — от 45 до 64, и 20,00 % — от 65 и старше. Средний возраст жителя округа — 35 лет. На каждые 100 женщин приходится 107,70 мужчин. На каждые 100 женщин старше 18 лет приходится 0,00 мужчин.
Средний доход на домохозяйство в округе составлял 36 098 USD, на семью — 45 484 USD. Среднестатистический заработок мужчины был 0 USD против 0 USD для женщины. Доход на душу населения составлял 16 339 USD. Около 6,10 % семей и 10,40 % общего населения находились ниже черты бедности, в том числе — 7,90 % молодежи (тех, кому ещё не исполнилось 18 лет) и 9,60 % тех, кому было уже больше 65 лет.